# Vindula arsinoe
Espèce
Vindula arsinoe est une espèce de lépidoptères appartenant à la famille des Nymphalidae, à la sous-famille des Heliconiinae et au genre Vindula.

## Description
C'est un grand papillon qui présente un dimorphisme sexuel : les ailes du mâle ont un dessus de couleur orange vif, ornées de quelques petits points marron et bordées d'une fine ligne marron ainsi que de deux lunules sur les postérieures alors que les ailes de la femelle ont un dessus orange vif avec les lunules pour les postérieures mais marron très foncé ornées de lignes de taches blanches pour les antérieures qui gardent la partie proche du corps orange nimbée de marron.

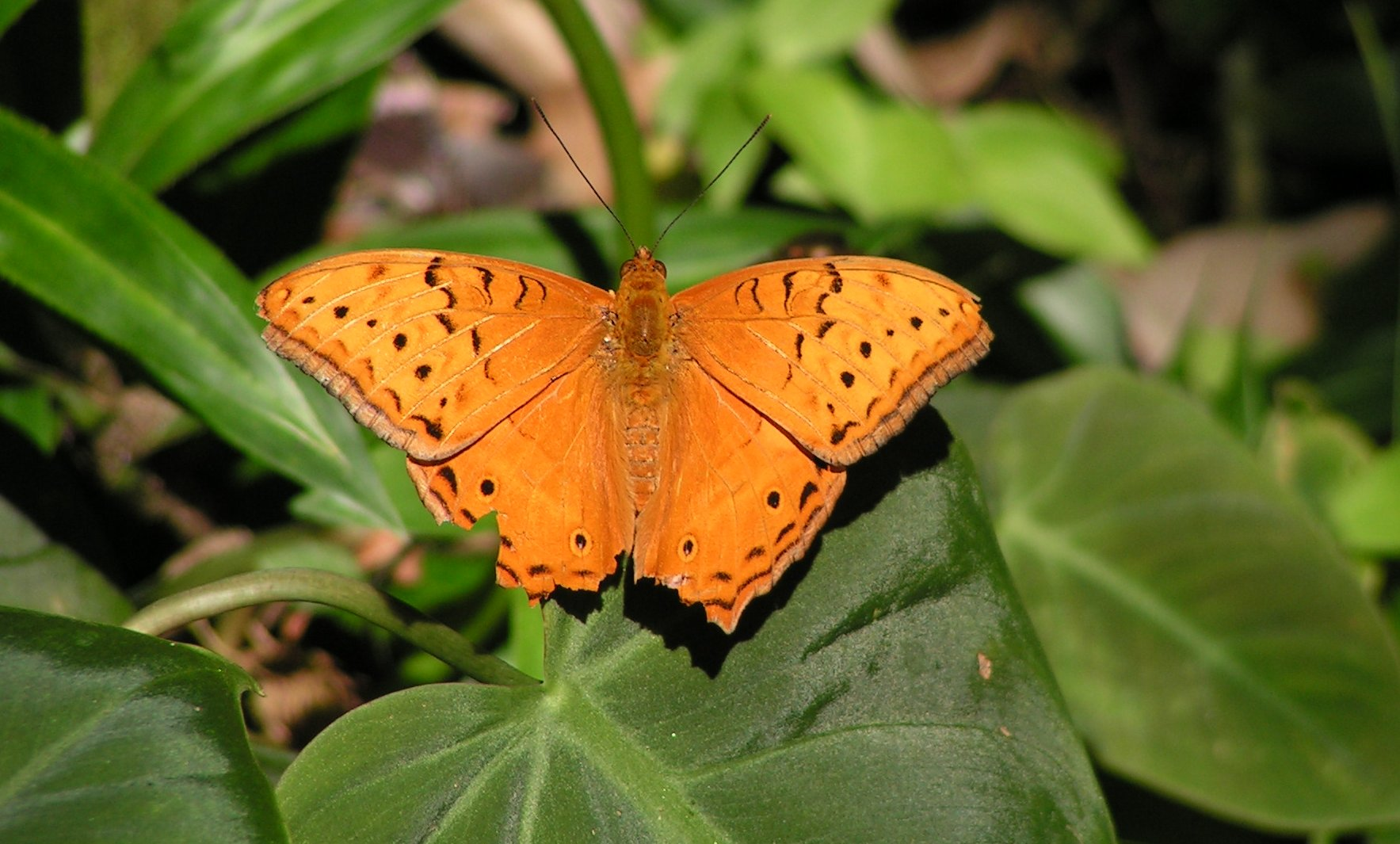
Mâle
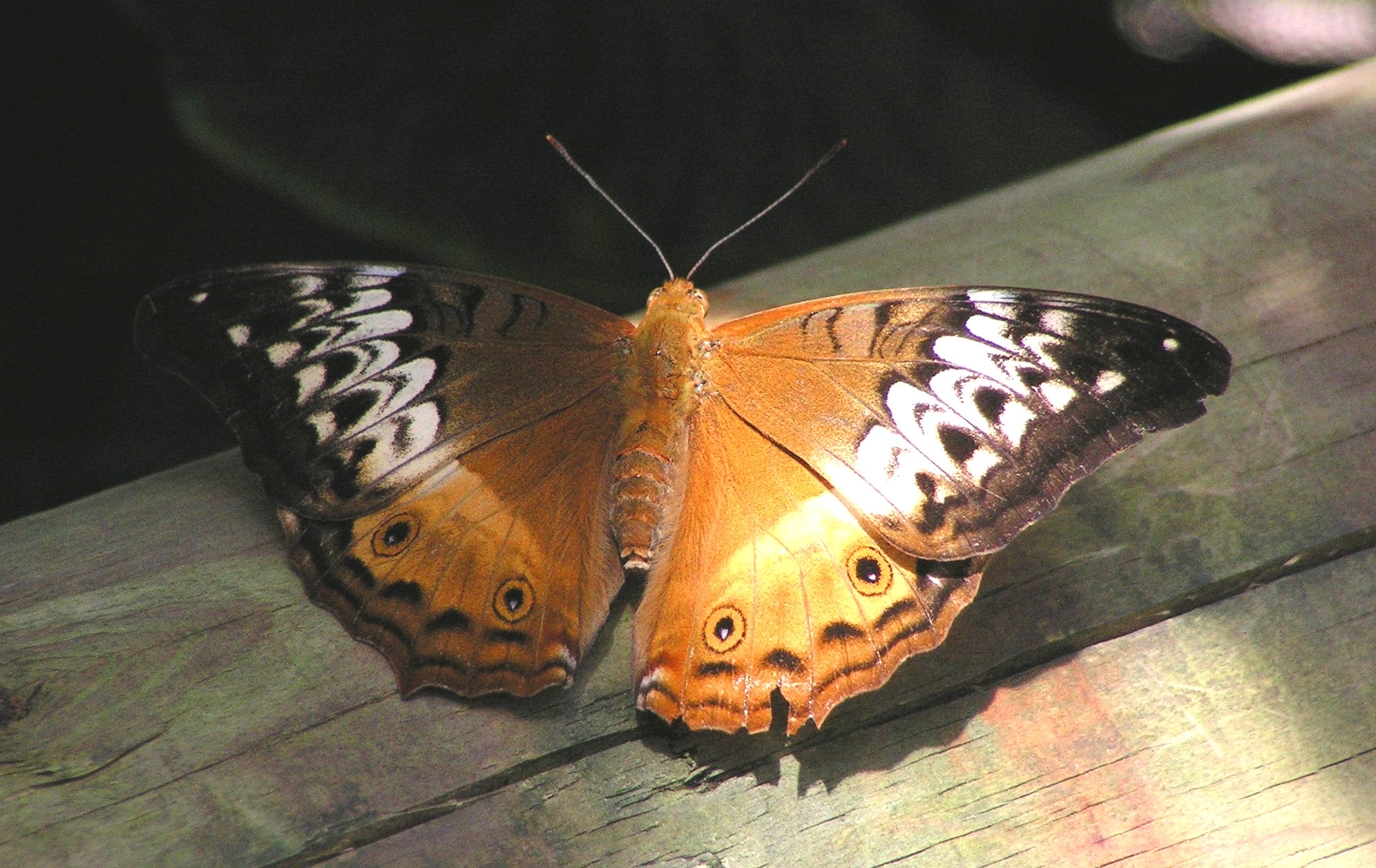
Femelle
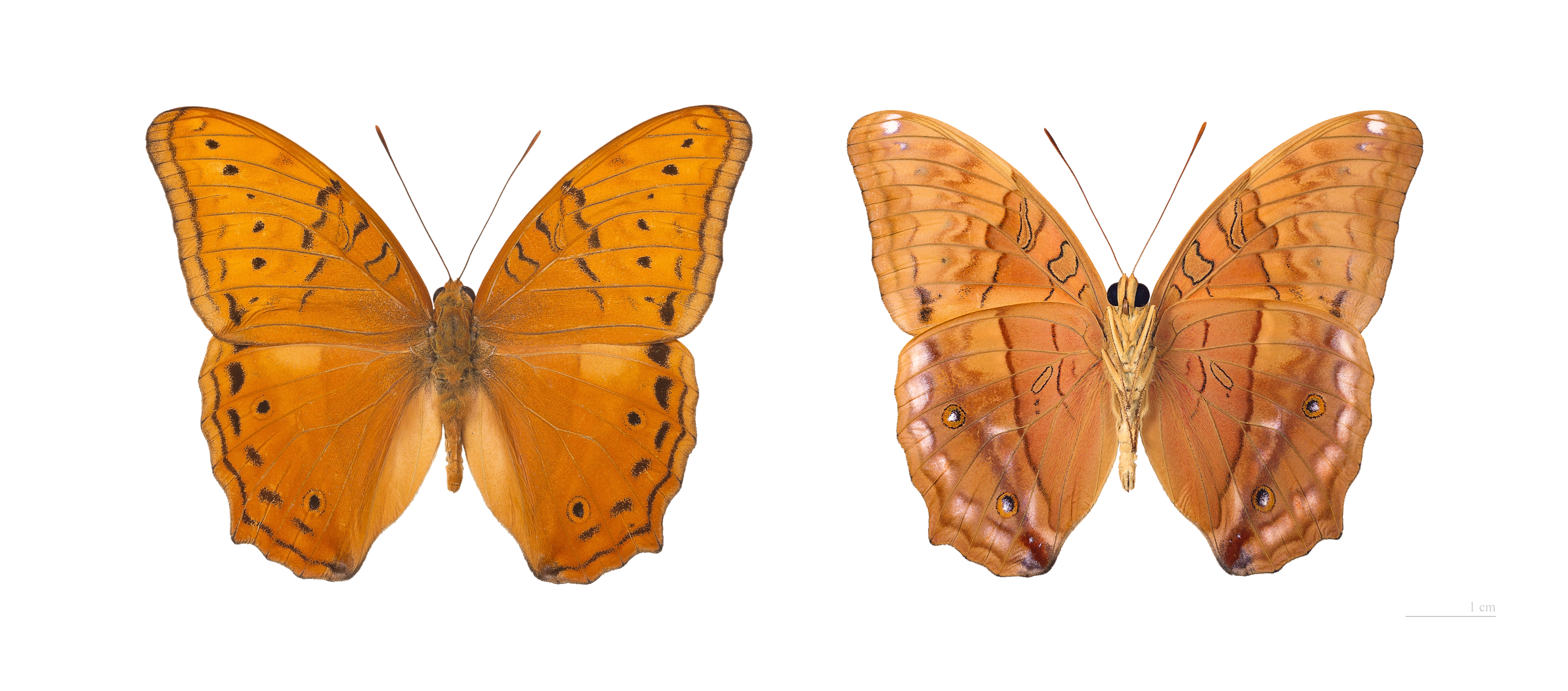
Vindula arsinoe ada - Mâle : Les deux faces

### Chenille
La chenille est orange avec deux bandes noires et de nombreuses longues épines.

## Biologie

### Plantes hôtes
Les plantes hôtes sont des Passifloraceae, des Adenia, Adenia populifolia et Adenia heterophylla et des Passiflora ou passiflores, Passiflora aurantia et Passiflora foetidia.

## Écologie et distribution
Il est présent en Malaisie et en Australie.

### Biotope
Son habitat est la forêt tropicale.

## Systématique
Vindula arsinoe a été décrite par Cramer en 1777, sous le nom initial de Papilio arsinoe. C'est l’entomologiste anglais Arthur Francis Hemming qui en 1934, la reclassera dans le genre Vindula.

### Synonymes
- Papilio arsinoe (Cramer, 1777) Protonyme
- Cynthia arsinoe[2].

### Noms vernaculaires
Il n'y a pas de nom vernaculaire en français; Vindula arsinoe se nomme Cruiser en anglais.

### Taxinomie
Liste des sous-espèces
- Vindula arsinoe arsinoe [4]
- Vindula arsinoe ada (Butler, 1874)

Synonymie pour cette sous-espèce
Cynthia ada (Butler, 1874)
- Vindula arsinoe adina (Fruhstorfer, 1906)
- Vindula arsinoe bosnikensis (Joicey & Noakes, 1915)
- Vindula arsinoe catenes (Godman et Salvin)
- Vindula arsinoe clodia (Godman et Salvin)
- Vindula arsinoe dampierensis (Rothschild, 1915)

Synonymie pour cette sous-espèce
Cynthia arsinoë dampierensis (Rothschild, 1915)
- Vindula arsinoe figalea (Fruhstorfer)
- Vindula arsinoe insularis (Godman et Salvin)
- Vindula arsinoe lemina (Ribbe)
- Vindula arsinoe meforica (Fruhstorfer, 1906)
- Vindula arsinoe moluccana (Nieuwenhui)
- Vindula arsinoe pisidike (Fruhstorfer)
- Vindula arsinoe polykaste (Fruhstorfer)
- Vindula arsinoe rebeli (Fruhstorfer, 1906)

Synonymie pour cette sous-espèce
Cynthia arsinoe rebeli (Fruhstorfer, 1906) 